# Randy Travis

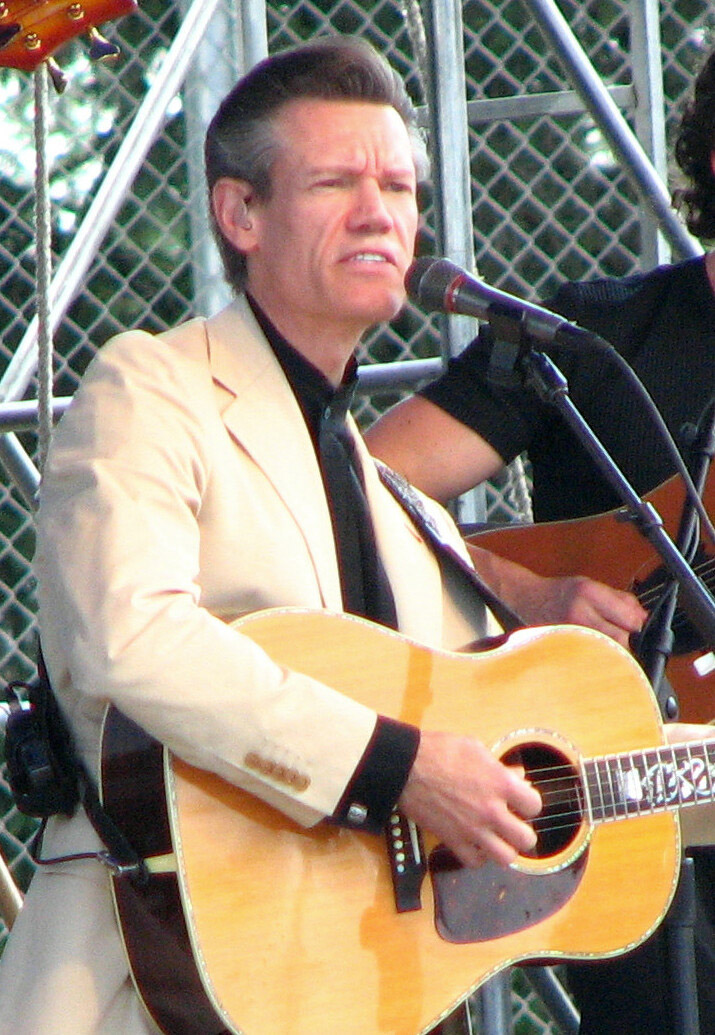
Randy Travis, 2007

Randy Travis (* 4. Mai 1959 in Marshville, North Carolina; eigentlich Randy Bruce Traywick) ist ein US-amerikanischer Country-Sänger, Songwriter und Schauspieler.

## Leben

### Kindheit und Jugend
Im Alter von acht Jahren begann Randy, beeinflusst von seinem Country-begeisterten Vater, Gitarre zu spielen. Bereits zwei Jahre später hatte er gemeinsam mit seinem Bruder Ricky als Duo Traywick Brothers erste öffentliche Auftritte. Die beiden begannen allerdings früh mit dem Trinken und kamen oft mit dem Gesetz in Konflikt. Schlägereien, Fahren unter Alkoholeinfluss und Drogenmissbrauch waren an der Tagesordnung. Mit 16 Jahren setzte sich Randy nach Charlotte ab, wo er bei einem Talentwettbewerb auf sich aufmerksam machen konnte. Die Barbesitzerin Lib Hatcher fand Gefallen an seiner Musik und bot ihm einen Job als Küchenhelfer an. Zudem ergaben sich in ihrem Etablissement Gelegenheiten zu Auftritten. In Charlotte gab es, zumindest in den ersten Jahren, auch häufig Ärger mit der Polizei.

### Karriere

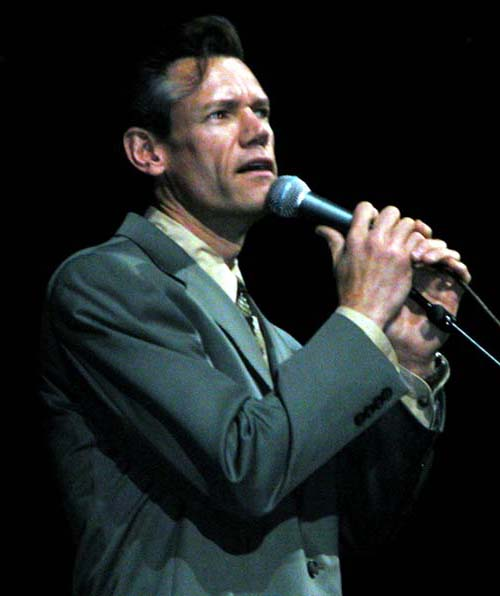
Randy Travis, 2003

Lib Hatcher wurde schließlich zu seiner Managerin. Mit großem Engagement verschaffte sie ihm 1978 einen ersten Schallplattenvertrag. Es wurden zwei Singles aufgenommen, die aber nicht sonderlich erfolgreich waren. 1982 übernahm Hatcher den Palace Club in Nashville. Randy arbeitete wieder in der Küche und hatte gelegentliche Auftritte. Seine Managerin finanzierte ein erstes Album, das unter dem Namen Randy Ray veröffentlicht wurde und hauptsächlich an die Gäste des Clubs verkauft wurde. 1985 konnte erstmals ein Vertrag mit einem bekannten Label, Warner Brothers, abgeschlossen werden. Unter einem neuen Namen, Randy Travis, wurde im gleichen Jahr die Single On The Other Hand veröffentlicht. Sie erreichte einen respektablen mittleren Platz in den Country-Charts. Die nächste Single 1982 schaffte es sogar bis in die Top-10. Daraufhin wurde On The Other Hand erneut promoted, und dieses Mal schaffte die Single Platz 1. 1986 erschien sein erstes Warner-Brothers Album: Storm of Live. Es war von einer beeindruckenden Qualität, erhielt hervorragende Kritiken und verkaufte sich über 3 Millionen Mal.
Randy Travis war zum wichtigsten Hoffnungsträger der Country-Musik geworden, die in den vergangenen Jahren in seichte Pop-Gewässer abgedriftet war. Mit seinem an Lefty Frizzell oder John Anderson erinnernden Gesangsstil gehörte er zu den Neo-Traditionalisten, die in der zweiten Hälfte der 1980er Jahre eine Trendwende einleiteten. Sein zweites Album, Always & Forever, war noch erfolgreicher als das erste. Bis Ende des Jahrzehnts schaffte Travis sieben aufeinanderfolgende Nummer-1-Hits. Er erhielt zahlreiche Auszeichnungen, darunter zwei Grammys und mehrere CMA Awards. Begünstigt wurden seine Erfolge auch durch das starke Songmaterial, auf das er zurückgreifen konnte. Es waren vor allem die von Paul Overstreet und Don Schlitz geschriebenen Titel wie Diggin' Up Bones oder Forever and Ever, Amen, die Spitzenpositionen garantierten. Ferner hat Randy Travis auch einige Songs von Bobby Helms gecovert.
1991 heirateten Lib und Randy. Seine Erfolgsträhne hielt an. Die von ihm mitausgelöste Erneuerung der Country-Musik brachte neue Stars wie Garth Brooks oder Alan Jackson nach oben, die ihn etwas in den Hintergrund drängten. Einige Platten wurden zu Misserfolgen. Nach der Jahrtausendwende nahm er einige religiös ausgerichtete Alben auf, die ihm ebenfalls viel Anerkennung einbrachten. Außerdem wirkte er in verschiedenen Filmen mit.

## Diskografie

### Studioalben
| Jahr | Titel                                            | Höchstplatzierung, Gesamtwochen, AuszeichnungChartplatzierungen (Jahr, Titel, Platzierungen, Wochen, Auszeichnungen, Anmerkungen) | Höchstplatzierung, Gesamtwochen, AuszeichnungChartplatzierungen (Jahr, Titel, Platzierungen, Wochen, Auszeichnungen, Anmerkungen) | Höchstplatzierung, Gesamtwochen, AuszeichnungChartplatzierungen (Jahr, Titel, Platzierungen, Wochen, Auszeichnungen, Anmerkungen) | Anmerkungen                              |
| Jahr | Titel                                            | UK | US | Country | Anmerkungen                              |
| ---- | ------------------------------------------------ | --- | --- | --- | ---------------------------------------- |
| 1986 | Storms of Life                                   | — | US85 ×3Dreifachplatin · (100 Wo.)US                                                                                               | Country1 (243 Wo.)Country | Erstveröffentlichung: 2. Juni 1986       |
| 1987 | Always & Forever                                 | — | US19 ×5Fünffachplatin · (103 Wo.)US                                                                                               | Country1 (208 Wo.)Country | Erstveröffentlichung: 4. Mai 1987        |
| 1988 | Old 8×10                                         | UK64 (2 Wo.)UK | US35 ×2Doppelplatin · (43 Wo.)US                                                                                                  | Country1 (119 Wo.)Country | Erstveröffentlichung: 12. Juli 1988      |
| 1989 | An Old Time Christmas                            | — | US70 Gold · (7 Wo.)US | Country13 (16 Wo.)Country | Erstveröffentlichung: 14. August 1989    |
| 1989 | No Holdin’ Back                                  | — | US33 ×2Doppelplatin · (47 Wo.)US                                                                                                  | Country1 (115 Wo.)Country | Erstveröffentlichung: 26. September 1989 |
| 1990 | Heroes & Friends                                 | — | US31 Platin · (41 Wo.)US | Country1 (69 Wo.)Country | Erstveröffentlichung: 31. August 1990    |
| 1991 | High Lonesome                                    | — | US43 Platin · (31 Wo.)US | Country3 (56 Wo.)Country | Erstveröffentlichung: 27. August 1991    |
| 1993 | Wind in the Wire                                 | — | US121 (6 Wo.)US | Country24 (22 Wo.)Country | Erstveröffentlichung: 17. August 1993    |
| 1994 | This Is Me                                       | — | US59 Gold · (21 Wo.)US | Country10 (54 Wo.)Country | Erstveröffentlichung: 26. April 1994     |
| 1996 | Full Circle                                      | — | US77 (4 Wo.)US | Country9 (23 Wo.)Country | Erstveröffentlichung: 13. August 1996    |
| 1998 | You and You Alone                                | — | US49 (9 Wo.)US | Country7 (54 Wo.)Country | Erstveröffentlichung: 21. April 1998     |
| 1999 | A Man Ain’t Made of Stone                        | — | US130 (3 Wo.)US | Country15 (23 Wo.)Country | Erstveröffentlichung: 21. September 1999 |
| 2000 | Inspirational Journey                            | — | — | Country34 (77 Wo.)Country | Erstveröffentlichung: 24. Oktober 2000   |
| 2002 | Rise and Shine                                   | — | US73 Gold · (23 Wo.)US | Country8 (90 Wo.)Country | Erstveröffentlichung: 15. Oktober 2002   |
| 2003 | Worship & Faith                                  | — | US90 Gold · (7 Wo.)US | Country9 (73 Wo.)Country | Erstveröffentlichung: 11. November 2003  |
| 2004 | Passing Through                                  | — | US127 (5 Wo.)US | Country23 (42 Wo.)Country | Erstveröffentlichung: 9. November 2004   |
| 2005 | Glory Train: Songs of Faith, Worship, and Praise | — | US128 (5 Wo.)US | Country28 (40 Wo.)Country | Erstveröffentlichung: 25. Oktober 2005   |
| 2007 | Songs of the Season                              | — | US131 (6 Wo.)US | Country26 (11 Wo.)Country | Erstveröffentlichung: 25. September 2007 |
| 2008 | Around the Bend                                  | — | US14 (10 Wo.)US | Country3 (34 Wo.)Country | Erstveröffentlichung: 15. Juli 2008      |
| 2011 | Anniversary Celebration                          | — | US19 (3 Wo.)US | Country4 (18 Wo.)Country | Erstveröffentlichung: 7. Juni 2011       |
| 2013 | Influence Vol. 1: The Man I Am                   | — | US120 (1 Wo.)US | Country19 (6 Wo.)Country | Erstveröffentlichung: 1. Oktober 2013    |
| 2014 | Influence Vol. 2: The Man I Am                   | — | — | Country26 (4 Wo.)Country | Erstveröffentlichung: 19. August 2014    |

### Livealben
| Jahr | Titel                              | Höchstplatzierung, Gesamtwochen, AuszeichnungChartsChartplatzierungen (Jahr, Titel, Platzierungen, Wochen, Auszeichnungen, Anmerkungen) | Anmerkungen                |
| Jahr | Titel                              | Country | Anmerkungen                |
| ---- | ---------------------------------- | --- | -------------------------- |
| 2001 | Live: It Was Just a Matter of Time | Country61 (10 Wo.)Country | Erstveröffentlichung: 2001 |

Weitere Livealben
- 1982: Randy Ray: Live at the Nashville Palace

### Kompilationen
| Jahr | Titel                                                        | Höchstplatzierung, Gesamtwochen, AuszeichnungChartplatzierungen (Jahr, Titel, Platzierungen, Wochen, Auszeichnungen, Anmerkungen) | Höchstplatzierung, Gesamtwochen, AuszeichnungChartplatzierungen (Jahr, Titel, Platzierungen, Wochen, Auszeichnungen, Anmerkungen) | Anmerkungen                              |
| Jahr | Titel                                                        | US | Country | Anmerkungen                              |
| ---- | ------------------------------------------------------------ | --- | --- | ---------------------------------------- |
| 1992 | Greatest Hits, Volume 1                                      | US44 Platin · (24 Wo.)US | Country14 (46 Wo.)Country | Erstveröffentlichung: 15. September 1992 |
| 1992 | Greatest Hits, Volume 2                                      | US67 Platin · (31 Wo.)US | Country20 (70 Wo.)Country | Erstveröffentlichung: 15. September 1992 |
| 1998 | Greatest #1 Hits                                             | — | Country66 (20 Wo.)Country | Erstveröffentlichung: 1998               |
| 2004 | The Very Best of Randy Travis                                | US80 (7 Wo.)US | Country10 (89 Wo.)Country | Erstveröffentlichung: 3. August 2004     |
| 2009 | I Told You So: The Ultimate Hits of Randy Travis             | US21 (14 Wo.)US | Country3 (91 Wo.)Country | Erstveröffentlichung: 17. März 2009      |
| 2009 | Three Wooden Crosses: The Inspirational Hits of Randy Travis | — | Country31 (44 Wo.)Country | Erstveröffentlichung: März 2009          |
| 2010 | I’ll Fly Away                                                | — | Country70 (3 Wo.)Country | Erstveröffentlichung: 24. August 2010    |
| 2010 | Top 10                                                       | — | Country40 (42 Wo.)Country | Erstveröffentlichung: 24. September 2010 |
| 2011 | Randy Travis                                                 | US63 (6 Wo.)US | Country11 (13 Wo.)Country | Erstveröffentlichung: 2011               |
| 2014 | Hymns: 17 Timeless Songs of Faith                            | — | Country39 (14 Wo.)Country | Erstveröffentlichung: 3. Juni 2014       |
| 2015 | On the Other Hand All the Number Ones                        | US191 (2 Wo.)US | Country26 (10 Wo.)Country | Erstveröffentlichung: 21. April 2015     |

Weitere Kompilationen
- 1995: Forever & Ever... The Best of Randy Travis
- 2000: Super Hits, Volume 1
- 2002: Trail of Memories: The Randy Travis Anthology
- 2003: The Essential Randy Travis
- 2006: The Platinum Collection
- 2013: Forever Country: 15 Original Hits

### Singles
| Jahr | Titel Album                                                    | Höchstplatzierung, Gesamtwochen, AuszeichnungChartplatzierungen (Jahr, Titel, Album, Platzierungen, Wochen, Auszeichnungen, Anmerkungen) | Höchstplatzierung, Gesamtwochen, AuszeichnungChartplatzierungen (Jahr, Titel, Album, Platzierungen, Wochen, Auszeichnungen, Anmerkungen) | Höchstplatzierung, Gesamtwochen, AuszeichnungChartplatzierungen (Jahr, Titel, Album, Platzierungen, Wochen, Auszeichnungen, Anmerkungen) | Anmerkungen                                                                            |
| Jahr | Titel Album                                                    | UK | US | Country | Anmerkungen                                                                            |
| --- | -------------------------------------------------------------- | --- | --- | --- | -------------------------------------------------------------------------------------- |
| 1978 | She’s My Woman Randy Traywick                                  | — | — | Country91 (4 Wo.)Country | Erstveröffentlichung: 1978 als Randy Traywick                                          |
| 1985 | On the Other Hand Storms of Life                               | — | US— GoldUS | Country1 (35 Wo.)Country | Erstveröffentlichung: 29. Juli 1985 Höchstplatzierung nach Wiederveröffentlichung 1986 |
| 1985 | 1982 Storms of Life                                            | — | — | Country6 (24 Wo.)Country | Erstveröffentlichung: 2. Dezember 1985                                                 |
| 1986 | Diggin’ Up Bones Storms of Life                                | — | US— GoldUS | Country1 (21 Wo.)Country | Erstveröffentlichung: 4. August 1986                                                   |
| 1986 | No Place Like Home Storms of Life                              | — | — | Country2 (21 Wo.)Country | Erstveröffentlichung: 24. November 1986                                                |
| 1987 | Forever and Ever, Amen Always & Forever                        | UK55 (9 Wo.)UK | US— ×2DoppelplatinUS | Country1 (22 Wo.)Country | Erstveröffentlichung: März 1987 Charteinstieg in UK erst 1988                          |
| 1987 | I Won’t Need You Anymore (Always and Forever) Always & Forever | — | — | Country1 (22 Wo.)Country | Erstveröffentlichung: 10. August 1987                                                  |
| 1987 | Too Gone Too Long Always & Forever                             | — | — | Country1 (19 Wo.)Country | Erstveröffentlichung: 7. Dezember 1987                                                 |
| 1988 | I Told You So Always & Forever                                 | — | US— GoldUS | Country1 (18 Wo.)Country | Erstveröffentlichung: 21. März 1988                                                    |
| 1988 | Honky Tonk Moon Old 8×10                                       | — | — | Country1 (17 Wo.)Country | Erstveröffentlichung: 18. Juli 1988                                                    |
| 1988 | Deeper Than the Holler Old 8×10                                | — | US— PlatinUS | Country1 (18 Wo.)Country | Erstveröffentlichung: 7. November 1988                                                 |
| 1989 | Is It Still Over? Old 8×10                                     | — | — | Country1 (17 Wo.)Country | Erstveröffentlichung: 27. Februar 1989                                                 |
| 1989 | Promises Old 8×10                                              | — | — | Country17 (15 Wo.)Country | Erstveröffentlichung: 26. Juni 1989                                                    |
| 1989 | It’s Just a Matter of Time No Holdin’ Back                     | — | — | Country1 (26 Wo.)Country | Erstveröffentlichung: 11. September 1989                                               |
| 1990 | Hard Rock Bottom of Your Heart No Holdin’ Back                 | — | — | Country1 (26 Wo.)Country | Erstveröffentlichung: 22. Januar 1990                                                  |
| 1990 | He Walked on Water No Holdin’ Back                             | — | — | Country2 (21 Wo.)Country | Erstveröffentlichung: 30. April 1990                                                   |
| 1990 | A Few Ole Country Boys Heroes & Friends                        | — | — | Country8 (20 Wo.)Country | Erstveröffentlichung: 27. August 1990 mit George Jones                                 |
| 1991 | Heroes and Friends Heroes & Friends                            | — | — | Country3 (20 Wo.)Country | Erstveröffentlichung: 21. Januar 1991                                                  |
| 1991 | Voices That Care –                                             | — | US11 (16 Wo.)US | — | Erstveröffentlichung: 13. März 1991 mit Various Artists                                |
| 1991 | Point of Light High Lonesome                                   | — | — | Country3 (20 Wo.)Country | Erstveröffentlichung: 29. April 1991                                                   |
| 1991 | We’re Strangers Again Heroes & Friends                         | — | — | Country49 (8 Wo.)Country | Erstveröffentlichung: 5 August 1991 mit Tammy Wynette                                  |
| 1991 | Forever Together High Lonesome                                 | — | — | Country1 (20 Wo.)Country | Erstveröffentlichung: 9. September 1991                                                |
| 1991 | Better Class of Losers High Lonesome                           | — | — | Country2 (20 Wo.)Country | Erstveröffentlichung: 9. Dezember 1991                                                 |
| 1992 | I’d Surrender All High Lonesome                                | — | — | Country20 (20 Wo.)Country | Erstveröffentlichung: 23. März 1992                                                    |
| 1992 | If I Didn’t Have You Greatest Hits, Volume 1                   | — | — | Country1 (20 Wo.)Country | Erstveröffentlichung: 3. August 1992                                                   |
| 1992 | Look Heart, No Hands Greatest Hits, Volume 2                   | — | — | Country1 (20 Wo.)Country | Erstveröffentlichung: 16. November 1992                                                |
| 1993 | An Old Pair of Shoes Greatest Hits, Volume 1                   | — | — | Country21 (20 Wo.)Country | Erstveröffentlichung: 29. März 1993                                                    |
| 1993 | Cowboy Boogie Wind in the Wire                                 | — | — | Country46 (8 Wo.)Country | Erstveröffentlichung: 16. August 1993                                                  |
| 1993 | Wind in the Wire                                               | — | — | Country65 (6 Wo.)Country | Erstveröffentlichung: 6. Dezember 1993                                                 |
| 1994 | Before You Kill Us All This Is Me                              | — | — | Country2 (20 Wo.)Country | Erstveröffentlichung: 28. Februar 1994                                                 |
| 1994 | Whisper My Name This Is Me                                     | — | — | Country1 (20 Wo.)Country | Erstveröffentlichung: 30. Mai 1994                                                     |
| 1994 | This Is Me                                                     | — | — | Country5 (20 Wo.)Country | Erstveröffentlichung: 10. Oktober 1994                                                 |
| 1995 | The Box This Is Me                                             | — | — | Country7 (20 Wo.)Country | Erstveröffentlichung: 6. Februar 1995                                                  |
| 1996 | Are We in Trouble Now Full Circle                              | — | — | Country24 (17 Wo.)Country | Erstveröffentlichung: 10. Juni 1996                                                    |
| 1996 | Would I Full Circle                                            | — | — | Country25 (20 Wo.)Country | Erstveröffentlichung: 30. September 1996                                               |
| 1997 | King of the Road Traveller O.S.T.                              | — | — | Country51 (15 Wo.)Country | Erstveröffentlichung: 1997                                                             |
| 1998 | Out of My Bones You and You Alone                              | — | US64 (10 Wo.)US | Country2 (20 Wo.)Country | Erstveröffentlichung: 2. März 1998                                                     |
| 1998 | The Hole You and You Alone                                     | — | — | Country9 (20 Wo.)Country | Erstveröffentlichung: 4. Juni 1998                                                     |
| 1998 | Same Old Train Tribute to Tradition                            | — | — | Country59 (5 Wo.)Country | Erstveröffentlichung: 1998 mit Various Artists                                         |
| 1998 | Spirit of a Boy, Wisdom of a Man You and You Alone             | — | US42 (14 Wo.)US | Country2 (21 Wo.)Country | Erstveröffentlichung: 5. Oktober 1998                                                  |
| 1999 | Stranger in My Mirror You and You Alone                        | — | US81 (4 Wo.)US | Country16 (20 Wo.)Country | Erstveröffentlichung: 1. März 1999                                                     |
| 1999 | A Man Ain’t Made of Stone                                      | — | US82 (4 Wo.)US | Country16 (20 Wo.)Country | Erstveröffentlichung: 23. August 1999                                                  |
| 2002 | Three Wooden Crosses Rise and Shine                            | — | US31 Platin · (20 Wo.)US | Country1 (34 Wo.)Country | Erstveröffentlichung: 11. November 2002                                                |
| 2003 | Pray for the Fish Rise and Shine                               | — | — | Country48 (14 Wo.)Country | Erstveröffentlichung: 21. Juli 2003                                                    |
| 2009 | I Told You So Carnival Ride                                    | — | US9 Gold · (18 Wo.)US | Country2 (19 Wo.)Country | Erstveröffentlichung: 2. Februar 2009 Carrie Underwood feat. Randy Travis              |
| 2024 | Where That Came From –                                         | — | — | Country33 (1 Wo.)Country | Erstveröffentlichung: 3. Mai 2024                                                      |
| Folgende Lieder erschienen nicht als Single, wurden aber durch das Album zum Download und Streaming bereitgestellt und konnten somit eine Platzierung erlangen: |                                                                | | | |                                                                                        |
| |                                                                | | | |                                                                                        |
| 1997 | Price to Pay Full Circle                                       | — | — | Country60 (4 Wo.)Country |                                                                                        |
| 2000 | Where Can I Surrender A Man Ain’t Made of Stone                | — | — | Country48 (10 Wo.)Country |                                                                                        |
| 2000 | A Little Left of Center A Man Ain’t Made of Stone              | — | — | Country54 (10 Wo.)Country |                                                                                        |
| 2000 | I’ll Be Right Here Loving You A Man Ain’t Made of Stone        | — | — | Country68 (1 Wo.)Country |                                                                                        |
| 2000 | Down With The Old Man (Up With The New) Inspirational Journey  | — | — | Country75 (1 Wo.)Country |                                                                                        |
| 2001 | America Will Always Stand A Man Ain’t Made of Stone            | — | — | Country59 (2 Wo.)Country |                                                                                        |
| 2004 | Four Walls Passing Through                                     | — | — | Country46 (11 Wo.)Country |                                                                                        |
| 2004 | Angels Passing Through                                         | — | — | Country48 (11 Wo.)Country |                                                                                        |

Weitere Singles
- 1978: I’ll Take Any Willing Woman (als Randy Traywick)
- 1986: White Christmas Makes Me Blue
- 1988: An Old Time Christmas
- 2003: Above All
- 2008: Faith in You
- 2008: Dig Two Graves
- 2009: Turn It Around
- 2011: Everything and All (mit Brad Paisley)
- 2012: More Life (mit Don Henley)
- 2013: Tonight I’m Playin’ Possum (mit Joe Nichols)
- 2019: One in a Row
- 2019: Lead Me Home

## Auszeichnungen für Musikverkäufe
| Goldene Schallplatte - Australien - 2000: für das Album Storms of Life - Kanada - 1991: für das Album High Lonesome Platin-Schallplatte - Kanada - 1991: für das Album Heroes & Friends | 2× Platin-Schallplatte - Kanada - 1989: für das Album Old 8×10 5× Platin-Schallplatte - Kanada - 1989: für das Album Always & Forever |

Anmerkung: Auszeichnungen in Ländern aus den Charttabellen bzw. Chartboxen sind in ebendiesen zu finden.
| Land/RegionAuszeichnungen für Musikverkäufe (Land/Region, Auszeichnungen, Verkäufe, Quellen) | Gold       | Platin       | Verkäufe   | Quellen         |
| -------------------------------------------------------------------------------------------- | ---------- | ------------ | ---------- | --------------- |
| Australien (ARIA)                                                                            | Gold1      | —            | 35.000     | aria.com.au     |
| Kanada (MC)                                                                                  | Gold1      | 8× Platin8   | 850.000    | musiccanada.com |
| Vereinigte Staaten (RIAA)                                                                    | 8× Gold8   | 20× Platin20 | 24.000.000 | riaa.com        |
| Insgesamt                                                                                    | 10× Gold10 | 28× Platin28 |            |                 |

## Auszeichnungen (Auswahl)
- 1985 – Academy of Country Music – „Top New Male Vocalist“
- 1986 – Academy of Country Music – „Top Male Vocalist“
- 1986 – Academy of Country Music – „Album of the Year“
- 1986 – Academy of Country Music – „Single of the Year“
- 1986 – CMA – „Horizon Award“
- 1987 – Academy of Country Music – „Top Male Vocalist“
- 1987 – Academy of Country Music – „Album of the Year“
- 1987 – Academy of Country Music – „Single of the Year“
- 1987 – CMA – „Male Vocalist of the Year“
- 1987 – CMA – „Male Album of the Year“
- 1987 – CMA – „Male Vocalist of the Year“
- 1988 – CMA – „Male Vocalist of the Year“ – „Best Male Country Vocal Performance“
- 1988 – Grammy – „Best Male Country Vocal Performance“
- 2004 – Grammy – „Best Southern, Country, or Bluegrass Gospel Album“
- 2005 – Grammy – „Best Southern, Country, or Bluegrass Gospel Album“
- 2005 – Dove Award – „Country Album of the Year“
- 2006 – Dove Award – „Country Album of the Year“
- 2007 – Grammy – „Best Southern, Country, or Bluegrass Gospel Album“
- 2010 – Grammy – „I Told You So“ im Duett mit Carrie Underwood
- 2016 – CMA – Aufnahme in die Country Musik Hall of Fame

## Filmografie
- 1992 – Matlock, Fernsehserie, Folgen 6x16 und 7x8
- 1994 – The James Gang
- 1995 – Christmas Love (A Holiday to Remember), Fernsehfilm
- 1996 – Sabrina – Total Verhext! (Sabrina, the Teenage Witch), Folge 1x03
- 1997, 2001 – Ein Hauch von Himmel (Touched By An Angel), Fernsehserie, Folgen 4x13 und 7x24
- 1997 – The Shooter – Der Scharfschütze (The Shooter)
- 1997 – Fire Down Below
- 1997 – Annabelle und die fliegenden Rentiere (Annabelle’s Wish)
- 1997 – Der Regenmacher
- 1998 – Black Dog
- 2001 – Texas Rangers
- 2006 – The Visitation
- 2007 – Das Vermächtnis des geheimen Buches (National Treasure: Book of Secrets)